# Колесник Євдокія Василівна
Євдокі́я Васи́лівна Коле́сник (нар. 1 травня 1942, село Пустельникове Олександрійського району Кіровоградської області) — українська співачка (сопрано). Народна артистка УРСР (1978). Лауреат Шевченківської премії (1976). Професор Національної музичної академії України імені Петра Чайковського.

## Біографія

### Творча діяльність
1968 року закінчила Київську консерваторію (учениця професора Н. Й. Захарченко). Відтоді працює в Київському театрі опери та балету (нині — Національна опера України). В репертуарі співачки понад 40 оперних партій, зокрема:
- Оксана («Запорожець за Дунаєм» Гулака-Артемовського),
- Наталка («Наталка Полтавка» Лисенка),
- Милана («Милана» Майбороди),
- Репніна («Тарас Шевченко» Майбороди),
- Варка («Мамаї» Губаренка),
- Тетяна («Євгеній Онєгін» Чайковського)
- Ліза («Пікова дама» Чайковського),
- Ярославна («Князь Ігор» Бородіна),
- Катерина («Катерина Ізмайлова» Шостаковича, брала участь у виставі, що була відзначена Шевченківською премією, 1976)
- Катаріна («Приборкання непокірної» Шебаліна),
- Мімі («Богема» Пуччіні),
- Еврідіка («Орфей» Глюка),
- Іфігенія («Іфігенія в Тавриді» Глюка)
- Леонора («Трубадур» Верді),
- Амелія («Бал-маскарад» Верді),
- Валентина («Гугеноти» Мейєрбера),
- Папагена («Чарівна флейта» Моцарта).

### Відзнаки, нагороди
- 1968 — лауреат Всеукраїнського конкурсу вокалістів імені Лисенка (I премія),
- 1968 — лауреат IV Всесоюзного конкурсу вокалістів імені Глинки в Києві (IV премія),
- 1970 — III премія на IV Міжнародному конкурсі ім. П. Чайковського.
- 1973 — лауреат I Міжнародного конкурсу молодих оперних співаків у Софії (II премія),
- 1974 — переможець Міжнародного конкурсу імені Каті Попової в Болгарії (велика золота медаль),
- 1976 року — лауреат Державної премії УРСР за партію Катерини Ізмайлової в однойменній опері Д. Шостаковича у постановці Київського театру опери та балету (1975).

### Викладацька діяльність
З 1986 року Є. Колесник — викладач Національної музичної академії України. У 2005—2011 роках — завідувач кафедрою оперного співу. З 2019 — завідувач кафедри оперної підготовки та музичної режисури, першим резонансним рішенням цієї кафедри під час її головування стала заборона на використання в оперній студії українських перекладів опер.

### Громадська діяльність
Голова журі літературно-мистецького фестивалю «Кролевецькі рушники»
У березні 2009 року визнана переможницею Національного рейтингу успішних жінок «Королева успіху». Голова Вищої Ради рейтингу, перший Президент України Леонід Кравчук вручив Євдокії Колесник символ перемоги — Корону успіху та Диплом про надання Почесного титулу «Королева успіху».